# Ridderorden in Trinidad en Tobago
Trinidad en Tobago is een republiek in het Gemenebest en was tot 1969 in een personele unie met het Verenigd Koninkrijk verenigd. Het land dat de twee genoemde eilanden omvat verleende tot 1969 daarom ook de volgende Britse onderscheidingen;
- Orde van Sint-Michaël en Sint-George (voor zeer hoge functionarissen)

en de
- Orde van het Britse Rijk (een veel verleende onderscheiding met zes graden)

De in 1967 ontworpen en goedgekeurde eigen onderscheidingen werden in 1969 voor het eerst verleend.
- Het Kruis van de Drievuldigheid

Aan deze orde zijn een aantal medailles verbonden. 